# Andréa Werner
Andréa Werner Silva Bonoli (Belo Horizonte, 30 de novembro de 1975), mais conhecida como Andréa Werner, é uma jornalista, política e ativista brasileira pelos direitos dos autistas, filiada ao Partido Socialista Brasileiro (PSB). Atualmente é deputada estadual de São Paulo.

## Biografia
Andréa Werner é formada em Jornalismo pela Pontifícia Universidade Católica de Minas Gerais (PUC-MG). Casou-se aos 31 anos e teve o primeiro filho aos 32 anos.
Em 2010, após seu filho receber o diagnóstico de autismo, passou a estudar a condição e, em seguida, criou o blog Lagarta Vira Pupa com a intenção de falar de suas experiências como mãe de um autista. O projeto ganhou relevância dentro da comunidade brasileira do autismo ao falar sobre diagnóstico, aceitação do autismo, saúde mental e política. Andréa começou a palestrar em eventos de autismo e em programas televisivos, em 2016, lançou o livro Lagarta Vira Pupa: A vida e os aprendizados ao lado de um lindo garotinho autista. Em 2017, lançou o livro infantil Meu amigo faz iiiii.
Werner também foi colunista da revista Crescer e, em 2019, promoveu uma campanha contra o Miracle Mineral Supplement, também conhecido como MMS, no Brasil, chamada #ForaMMS.
Em janeiro de 2021, Andréa Werner anunciou a fundação de uma organização chamada Instituto Lagarta Vira Pupa, formada por mães de crianças com deficiência e mulheres com deficiência, entre elas autistas.
Durante a vida adulta, Andréa recebeu o diagnóstico de Transtorno do déficit de atenção e hiperatividade (TDAH). Em 2023, passou por uma nova avaliação profissional, e revelou publicamente que fora diagnosticada com autismo.

## Carreira política
Werner se candidatou ao cargo de deputada federal por São Paulo pelo Partido Socialismo e Liberdade (PSOL) nas eleições brasileiras de 2018, sustentada pela pauta do direito das pessoas com deficiência. Recebeu 43.142 votos e não se elegeu.
Em 2020, Andréa Werner se candidatou ao cargo de vereadora pela cidade de São Paulo pelo PSOL. Recebeu 17.565 votos e novamente não se elegeu.
Em 2021, Werner anunciou desfiliação do PSOL e filiação ao Partido Socialista Brasileiro (PSB), ao lado de Márcio França e Marcelo Freixo, para aumentar as chances de se eleger para algum cargo eletivo. Foi candidata a deputada estadual por São Paulo nas eleições de 2022, tendo sido eleita com 88 772 votos.

## Desempenho eleitoral
| Ano  | Eleição                | Coligação                               | Partido | Candidata a       | Votos          | Resultado             |
| ---- | ---------------------- | --------------------------------------- | ------- | ----------------- | -------------- | --------------------- |
| 2018 | Estadual em São Paulo  | Sem medo de mudar São Paulo (PSOL, PCB) | PSOL    | Deputada federal  | 43.142 (0,23%) | Não eleita (suplente) |
| 2020 | Municipal de São Paulo | sem coligação                           | PSOL    | Vereadora         | 17.565 (0,40%) | Não eleita (suplente) |
| 2022 | Estadual em São Paulo  | sem coligação                           | PSB     | Deputada estadual | 88.820 (0,41%) | Eleita                |

## Obras
- 2016: Lagarta Vira Pupa: A vida e os aprendizados ao lado de um lindo garotinho autista
- 2017: Meu amigo faz iiiii